# Августин (Неводничек)
Игумен Августин (в миру Сергей Васильевич Неводничек; род. 5 декабря 1973, Волгоград) — игумен Русской православной церкви, наместник Посольского Спасо-Преображенского монастыря.

## Биография
Из семьи служащих. С 1980 по 1990 год обучался в средней школе.
В 1988 году крещён с именем Сергий в честь преподобного Сергия Радонежского протоиереем Вячеславом Жебелевым, клириком Всехсвятского кафедрального собора города Тулы.
Окончив школу, один год трудился в качестве алтарника в Успенском соборе Тульского кремля.
В 1991 году поступил на 1-й курс Московской духовной семинарии. В 1994 году окончил полный её курс и по распределению учебного комитета был направлен в распоряжение митрополита Тульского и Белёвского Серапиона, которым определён в качестве чтеца в храм Святителя Николая города Тулы.
20 августа 1997 года по благословению митрополита Тульского и Белёвского Серапиона архимандритом Лавром, наместником Свято-Успенского мужского монастыря города Новомосковска, пострижен в мантию с именем Августин в честь блаженного Августина Иппонского в Свято-Успенском соборе монастыря. 9 сентября 1997 года митрополитом Серапионом рукоположён во иеродиакона, а 18 сентября — во иеромонаха к Свято-Успенскому мужскому монастырю города Новомосковска.
6 января 1998 года награждён набедренником.
С января 2003 года — преподаватель Истории Русской Церкви в Тульской Духовной Семинарии.
27 апреля 2003 года награждён наперсным крестом.
С 2003 по 2007 год проходил обучение на заочном отделении Московской духовной академии, которую закончил, защитив дипломную работу на тему «Опыт богословского освещения этико-семейных отношений для молодёжи».
26 марта 2007 года по представлению архиепископа Тульского и Белёвского Алексия (Кутепова) патриархом Московским и всея Руси Алексием удостоен сана игумена. 30 августа назначен на должность помощника проректора по воспитательной работе Тульской духовной семинарии.
23 ноября 2007 года защитил в МДА дипломную работу «Опыт богословского освящения этико-семейных отношений для старшего школьного возраста».
14 декабря 2009 года архиепископом Ярославским и Ростовским Кириллом (Наконечным) принят в клир Ярославской епархии и назначен проректором по учебной части Ярославской духовной семинарии.
23 марта 2011 года по распоряжению архиепископа Ярославского и Ростовского Кирилла назначен исполняющим обязанности наместника Спасо-Яковлевского Димитриева монастыря в Ростове без освобождения от занимаемых должностей.
9 апреля 2011 года удостоен Патриаршей награды — права ношения палицы.
Постановлением Священного синода от 30 мая 2011 года по прошению архиепископа Ярославского и Ростовского Кирилла назначен на должность наместника Спасо-Яковлевского Димитриева мужского монастыря города Ростова.
21 октября 2022 года согласно прошению принят в клир Улан-Удэнской и Бурятской епархии и назначен на должность исполняющего обязанности наместника Спасо-Преображенского Посольского мужского монастыря.